# トリヨ
トリヨ（Tryo）は、1995年から現在に至るまで活動を続けている、フランスを代表するレゲエ・バンド。フランスの政治を風刺した歌詞や、ユーモラスなライブ・パフォーマンスが特徴で、フランス国内をはじめヨーロッパで人気を博す。現在までに数多くのアルバムを発表しており、総売上は90万枚以上となっている。

## メンバー
- ギズモ (Guizmo – 本名 Cyril Célestin) – 歌手、作曲家、ミュージシャン (ギター)
- クリストフ・マリ (Mali – 本名 Christophe Petit) – 歌手、作曲家、ミュージシャン (ギター、アコーディオン、ピアノ、メロディカ)
- マニュ・エヴェノ (Manu – 本名 Manu Eveno) – 歌手、ミュージシャン (ギター、ベース、ウード、フルートクラリネット、タブラ)
- ダニエル・ブラヴォ (Danielito – 本名 Daniel Bravo) – ミュージシャン (ドラム、ジャンベ、ダルブッカ、コンガ、ギロ、カホン、ベンディール、ボンゴ、ヴァイオリン)
- ビボウ (Bibou – 本名 Sébastien Pujol) – マネージャー、サウンド・エンジニア

## ディスコグラフィ

### スタジオ・アルバム
- Mamagubida (1998年)
- Faut Qu'ils S'activent (2000年)
- Grain De Sable (2003年)
- Ce Que l'On Sème (2008年)
- 『愛と平和のリディム』 - Ladilafé (2012年)
- Né quelque part (2014年)
- Vent debout (2016年)
- XXV ans (2020年)
- Chants de bataille (2021年)

### ライブ・アルバム
- De Bouches à Oreilles (2004年)
- Sous les Etoiles (2009年)

### 主なシングル
- "L'hymne de nos campagnes" (2005年)
- "Désolé pour hier soir" (2007年)
- "Greenwashing" (2012年)

### DVD
- Tryo et les Arrosés: Reggae à coups d'cirque (2002年)
- Tryo au cabaret sauvage (2005年)
- Tryo fête ses 10 ans... (2006年)
- Sous les étoiles (2009年)